# Russische konstituierende Versammlung
Die russische konstituierende Versammlung (russisch Всероссийское Учредительное собрание, Wserossijskoje Utschreditelnoje sobranie), auch russische Konstituante, war eine demokratisch gewählte verfassunggebende Körperschaft in Sowjetrussland nach der Oktoberrevolution von 1917. Sie bestand von 5.jul. / 18. Januar 1918greg. 16 Uhr abends bis 6.jul. / 19. Januar 1918greg. 5 Uhr morgens für 13 Stunden und wurde von der Regierung der Bolschewiki aufgelöst.

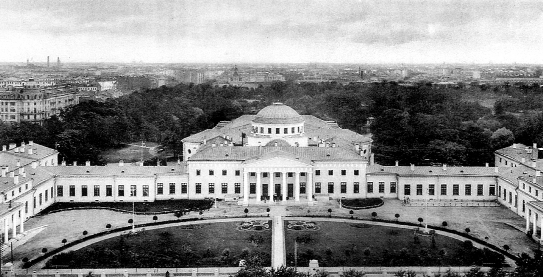
Taurisches Palais auf einer Aufnahme aus dem Jahre 1914

## Vorgeschichte
Die Bildung einer demokratisch gewählten Konstituante war eines der Hauptziele der russischen Revolutionsparteien vor der Russischen Revolution 1905. Die zaristische Regierung verfügte die Einführung grundlegender Bürgerrechte und hielt Wahlen für eine neue Legislative ab, die Duma von 1906. Diese war jedoch weder autorisiert eine neue Verfassung zu beschließen, noch die Zarenherrschaft abzuschaffen. Die Mehrheit erlangten hier die Kadetten und nicht die marxistischen Sozialisten. Die Regierung löste die Duma im Juli 1906 und erneut nach der Neuwahl am 3. Juni 1907 auf. Infolgedessen wurde ein neues Wahlgesetz erlassen, welches die Armen und Arbeiter mit einbezog. Die Beschlüsse der Duma wurden häufig durch ein Veto des Zaren Nikolaus II. bzw. des Oberhauses des Parlaments abgelehnt, weshalb sie als ineffektiv sowie als Repräsentanz in erster Linie der unteren Bevölkerungsschichten angesehen wurde und auch die vermögenden Schichten weiterhin ein allgemeines Wahlrecht forderten.

## Provisorische Regierung (Februar bis Oktober 1917)
Mit dem Abdanken des Zaren nach der Februarrevolution am 1.jul. / 14.greg. März 1917 übernahm eine Provisorische Regierung die Macht. Sie wurde von der Duma-Mehrheit aus Kadetten und demokratischen Linksparteien gebildet und vom sozialistisch dominierten Petrograder Sowjet im Zuge der Doppelherrschaft gestützt. Ganz im demokratischen Sinne verstanden die Duma-Abgeordneten das neue Regime als nur provisorisch, da es nur bis zur Einberufung einer Konstituierenden Versammlung bestehen sollte. Ihr sollten die grundlegenden Entscheidungen vorbehalten bleiben. Dies betraf namentlich die Landreform, für die Landwirtschaftsminister Wiktor Michailowitsch Tschernow von der Partei der Sozialrevolutionäre schon einen Entwurf vorlegte. Die bürgerlich-liberalen Kadetten wollten nicht in die dafür nötige Enteignung der Großgrundbesitzer einwilligen, weshalb die Landbevölkerung enttäuscht zu Selbsthilfe griff.
Die provisorische Regierung unter Alexander Kerenski legte am 14. Juni 1917 den Wahltermin für die konstituierende Versammlung auf den 17. September fest; am 30. September sollte die erste Sitzung stattfinden. Auch eine Kommission wurde eingesetzt, die die Wahlen vorbereiten sollte. Die bezweifelte jedoch schon bald darauf, dass sich der Wahltermin würde halten lassen. Anfang August verschob die Regierung dann die Wahl auf den 12. November. Diese Verschiebung sowie die Fortsetzung des Krieges brachten die Provisorische Regierung in Misskredit: Die Linke forderte immer vehementer einen Frieden ohne Annexionen, eine Landreform und die Einberufung der konstituierenden Versammlung. Auch der Petrograder Sowjet machte sich diese Forderungen zu eigen.

## Bolschewiki und die Konstituante
Die Position der Bolschewiki zur Konstituante, welche sie zunächst noch befürworteten, wandelte sich während des Jahres 1917. Lenin erklärte in seinen Aprilthesen nach seiner Rückkehr aus dem Schweizer Exil, die Provisorische Regierung sei eine Stütze von Großgrundbesitz und Bourgeoisie und daher unfähig, die anstehenden Probleme zu lösen. Ob sie je die konstituierende Versammlung würde wählen lassen, sei völlig unklar. Stattdessen forderte er nun „Alle Macht den Sowjets!“ Zudem erbrachten die Wahlen zu den Stadtparlamenten für die Bolschewiki enttäuschende Ergebnisse: In Petrograd errangen sie im Mai 1917 nur 20,4 % der Stimmen, in Moskau einen Monat später nur 11,5 %. Die Bolschewiki lehnten die Kommission zur Vorbereitung der Wahlen als bloße Versammlung von „Kaufleuten und Unternehmern, Gutsbesitzern und Bankleuten, Mitgliedern der zaristischen Duma und von domestizierten Menschewiki und Sozialrevolutionären“ ab, deren einziger Zweck es sei, Massenzustimmung zu einer „Politik des Imperialismus und der Konterrevolution“ zu organisieren und zu kaschieren, dass die Einberufung der konstituierenden Versammlung bewusst verschleppt würde. Die bolschewistischen Prognosen, die Provisorische Regierung sei unfähig, die anstehenden Probleme zu lösen, gewannen über den Sommer 1917 an Glaubwürdigkeit: Der Krieg dauerte an, die Wirtschaftsprobleme nahmen zu und mit ihnen die sozialen Konflikte. Die Wahl der angeblich „allesentscheidenden“ Nationalversammlung ließ weiterhin auf sich warten. Mit dem Putschversuch des Generals Lawr Georgijewitsch Kornilow am 27. Augustjul. / 9. September 1917greg. schienen auch die Warnungen der Bolschewiki, die Konterrevolution stehe unmittelbar bevor, bestätigt, zumal es auch Gerüchte gab, Mitglieder der provisorischen Regierung seien darin verstrickt gewesen. Am 31. August erhielt die Bolschewiki im Petrograder Sowjet eine Mehrheit für ihre Forderungen: Russland solle zur Republik erklärt, das Privateigentum an Grundbesitz sollte abgeschafft, die Staatsduma aufgelöst, die Klassenprivilegien beseitigt werden und die Verfassungsgebende Nationalversammlung sollte sofort zusammentreten. Die Moskauer Sowjets schlossen sich kurz darauf an, Mitte September verlangten achtzig Sowjets in russischen Städten die Übergabe der Macht. Am 12./14. September schrieb Lenin an das Zentralkomitee seiner Partei:

„Wir können nicht auf die verfassungsgebende Versammlung ‚warten‘, deren Einberufung die kapitulierenden Petrograder (Premierminister) Kerenski und Co jederzeit verhindern können. Unsere Partei alleine kann, einmal an der Macht, die Einberufung der verfassungsgebenden Versammlung sichern; sie wird dann die anderen Parteien der Verzögerung beschuldigen und in der Lage sein, ihre Anklage zu untermauern.“

Am 25. Oktoberjul. / 7. November 1917greg. stürzten die Bolschewiki in der Oktoberrevolution mit Hilfe des Petrograder Sowjets und des „militärischen Revolutionstribunals“ die provisorische Regierung. Der Aufstand fiel zeitlich mit dem 2. Kongress der Arbeiter- und Soldatensowjets zusammen, auf dem die Bolschewiki 390 der 649 Delegierte stellten und die die Staatsgewalt an den Sownarkom übertrugen. Abgeordnete der moderateren sozialistischen Parteien wie der Menschewiki und der Sozialrevolutionäre protestierten gegen die, wie sie es nannten, illegitime Machtübernahme und verließen den Kongress.
Innerhalb weniger Wochen etablierten die Bolschewiki ihre Kontrolle über die meisten der ethnisch russischen Gebiete, allerdings weniger erfolgreich in ethnisch nichtrussischen Gebieten. Die neue Regierung verbot sporadisch nichtsozialistische Zeitungen, erlaubte aber andererseits für den 12./25. November 1917 die noch von der provisorischen Regierung angesetzten Wahlen zur verfassunggebenden Versammlung. Offiziell erklärte sich die Sowjetregierung noch selbst als provisorisch und als dem Willen der kommenden Konstituante unterworfen. Lenin schrieb am 5. November:

„Deshalb sind die Sowjets der Arbeiterdeputierten, hauptsächlich die Ujesd- und dann die Gubernia-Sowjets, von jetzt an vorübergehend bis zum Zusammentritt der verfassunggebenden Versammlung in ihren Bezirken mit voller Regierungsautorität ausgestattet.“

## Wahlergebnisse vom 12./25. November 1917
Die Wahl zur konstituierenden Versammlung erbrachte folgende Resultate:
| Partei                      | Stimmen    | Zahl der Abgeordneten |
| --------------------------- | ---------- | --------------------- |
| Sozialrevolutionäre         | 17,100,000 | 380                   |
| Bolschewiki                 | 9,800,000  | 168                   |
| Menschewiki                 | 1,360,000  | 18                    |
| Konstitutionelle Demokraten | 2,000,000  | 17                    |
| Minderheiten                |            | 77                    |
| Linke Sozialrevolutionäre   |            | 39                    |
| Volkssozialisten (Liberale) |            | 4                     |
| Total:                      | 41,700,000 | 703                   |

Durch die Größe des Landes, den andauernden Ersten Weltkrieg und ein unzureichendes Kommunikationssystem waren die Wahlergebnisse nicht sofort vollständig. Eine Teilzählung (54 von 79 Wahlbezirken) wurde von N. W. Swiatitski in A Year of the Russian Revolution. 1917–18, Moskau, Zemlya i Volya Verlag, 1918, veröffentlicht. Diese Daten wurden von allen politischen Parteien, einschließlich der Bolschewiki, akzeptiert und ergaben:
| Partei                                                       | Ideologie        | Stimmen    |
| ------------------------------------------------------------ | ---------------- | ---------- |
| Russische Sozialrevolutionäre                                | Sozialisten      | 16,500,000 |
| Bolschewiki                                                  | Kommunisten      | 9,023,963  |
| Ukrainer, Moslems, andere nichtrussische Sozialrevolutionäre | Sozialisten      | 4,400,000  |
| Konstitutionelle Demokraten                                  | Liberale         | 1,856,639  |
| Menschewiki                                                  | Sozialdemokraten | 668,064    |
| Moslems                                                      | Religiös         | 576,000    |
| Jüdischer Bund                                               | Sozialdemokraten | 550,000    |
| Ukrainische Sozialisten                                      | Sozialdemokraten | 507,000    |
| Volks-Sozialisten                                            | Sozialisten      | 312,000    |
| Andere rechte Gruppen                                        | Rechte           | 292,000    |
| Vereinigung ländlicher Unternehmer und Eigentümer            | Rechte           | 215,000    |
| Baschkiren                                                   | Ethnie           | 195,000    |
| Polen                                                        | Ethnie           | 155,000    |
| Deutsche                                                     | Ethnie           | 130,000    |
| Ukrainische Sozialdemokraten                                 | Sozialdemokraten | 95,000     |
| Kosaken                                                      | Ethnie           | 79,000     |
| Altgläubige                                                  | Religiös         | 73,000     |
| Letten                                                       | Ethnie           | 67,000     |
| Co-Operatoren                                                | Sozialdemokraten | 51,000     |
| Deutsche Sozialisten                                         | Sozialdemokraten | 44,000     |
| Jedinstwo                                                    | Sozialdemokraten | 25,000     |
| finnische Sozialisten                                        | Sozialdemokraten | 14,000     |
| Weißrussen                                                   | Ethnie           | 12,000     |
| Total:                                                       |                  | 35,333,666 |

Das Ergebnis war, dass die Bolschewiki 22 bis 25 % der Stimmen erhielten und dabei klare Gewinner in russischen Städten und unter den Soldaten der Westfront waren, von denen 2/3 abstimmten. Sie traten für eine sofortige Beendigung des Krieges ein. Die Sozialrevolutionäre erhielten 57 bis 58 % der Stimmen (mit ihren verbündeten sozialdemokratischen Parteien 62 %) besonders durch die Landbevölkerung. Allerdings nahmen die ukrainischen Sozialrevolutionäre nicht an der Wahl teil. Durch eine Spaltung unterstützten die linken Sozialrevolutionäre zudem nun die Bolschewiki.

## Zwischen Wahl und Konstituante (November 1917 bis Januar 1918)

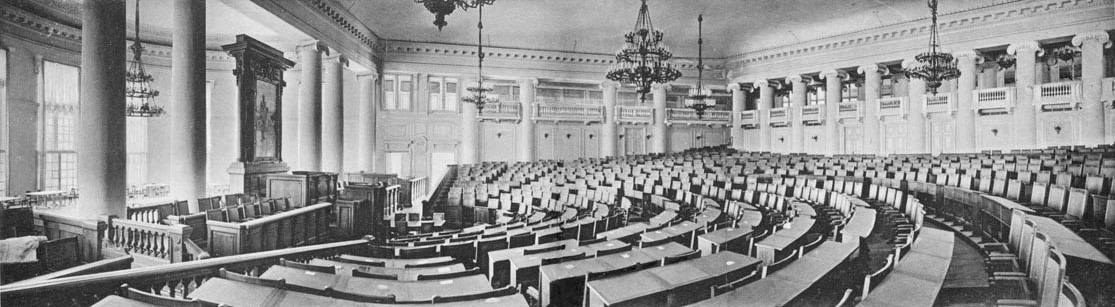
Sitzungssaal der Duma im Taurischen Palais

Die Bolschewiki begannen darüber nachzudenken, ob sie die konstituierende Versammlung sofort nach der Wahl einberufen sollten, da eine mögliche Niederlage nicht ausgeschlossen werden konnte. Am 14. November 1917 erklärte Lenin auf dem Außerordentlichen Kongress der Sowjets der Arbeiterdeputierten:

„Bezüglich der konstituierenden Versammlung sagte der Sprecher, dass deren Arbeit von der Stimmung im Land abhängig sei und fügte hinzu: Vertraut der Stimmung, aber vergesst eure Gewehre nicht!“

Am 21. November befahl Marine-Volkskommissar Dybenko 7.000 probolschewistischen Kronstädter Matrosen „volle Gefechtsbereitschaft“ für den Tag des Zusammentretens der Konstituanten am 26. November. Eine Versammlung von 20.000 Kronstädter „Soldaten, Matrosen, Arbeitern und Bauern“ erklärte, dass sie nur eine Konstituante unterstützen würden, die „so zusammengesetzt ist, dass sie die Errungenschaften der Oktoberrevolution bestätigt, <frei von> Kalediniten und Führern der konterrevolutionären Bourgeoisie“.
Mit den abgespaltenen Linken Sozialrevolutionären formten die Bolschewiki eine Koalitionsregierung. Am 28. November erklärten sie die Kadettenpartei zur „Partei der Feinde des Volkes“, verboten sie und Lenin dekretierte die Verhaftung ihrer Führer. Sie verschoben die Konstituierung der Versammlung auf Anfang Januar 1918. Die Schuld dafür gaben sie anfangs technischen Problemen und Machenschaften ihrer Feinde. Allerdings publizierte Lenin am 26. Dezember 1917 seine Thesen zur konstituierenden Versammlung, in denen er argumentierte, dass die Sowjets eine höhere Form der Demokratie seien als die gewöhnliche bürgerliche Republik mit einer Versammlung. Zudem hätte die Partei mit den meisten Wählern (Sozialrevolutionäre) bei der Wahl eine Einheitsliste vorgelegt, sich aber im November gespalten und wäre somit nicht mehr repräsentativ. Die Interessen der Revolution stünden höher als die formalen Rechte der Versammlung:

„Jeder direkte oder indirekte Versuch die Frage der konstituierenden Versammlung von einem formalen gesetzlichen Standpunkt, im Rahmen einer gewöhnlichen bourgeoisen Demokratie und ohne Berücksichtigung des Klassenkampfes und Bürgerkrieges, zu betrachten, wäre ein Betrug an der proletarischen Sache und die Annahme eines bourgeoisen Standpunktes.“

## Versammlung der Konstituante am 5./18. Januar 1918

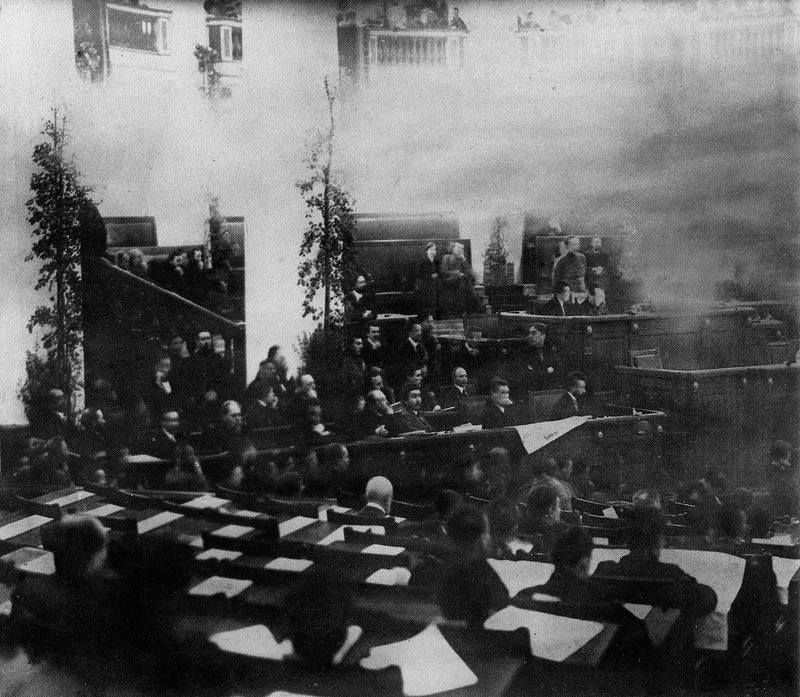
Die einzige Sitzung der Russischen konstituierenden Versammlung am.

Am Morgen des 5. Januar 1918 wurde eine große Demonstration zur Unterstützung der verfassunggebenden Versammlung von loyalen Truppen der bolschewistischen Regierung beschossen und zerstreut.
Eine beschlussfähige konstituierende Versammlung fand sich am 5.jul. / 18. Januar 1918greg. zwischen 16.00 und 6.jul. / 19. Januar 1918greg. 4.40 Uhr im Taurischen Palais zusammen. In einer von Lenin vorbereiteten Rede erklärte der prominente Bolschewik Iwan Skworzow-Stepanow warum sich seine Partei nicht der gewählten Konstituante unterwerfen werde:

„Wie können Sie meinen, dass ein solches Konzept den Willen des ganzen Volkes ausdrückt ? Für einen Marxisten ist ‚das Volk‘ eine ungreifbare Vorstellung, das Volk agiert nicht als eine Einheit. Das Volk als Einheit ist eine Fiktion und diese Fiktion wird von den herrschenden Klassen benötigt.“

Ein Vorschlag der Bolschewiki zur Anerkennung ihrer Regierung und somit der Entmachtung der Versammlung, fand keine Mehrheit. Wiktor Tschernow, Führer der Sozialrevolutionäre, wurde mit 244 Stimmen gegen die von den Bolschewiki unterstützte linke Sozialrevolutionärin Maria Spiridonowa mit 153 Stimmen zum Vorsitzenden gewählt. Bolschewiki und linke Sozialrevolutionäre traten nun zu einer besonderen Versammlung, dem Rat der Volkskommissare, zusammen und entschieden, die Konstituante aufzulösen. Nach dem Verlesen einer vorbereiteten Stellungnahme durch den Marine-Volkskommissar Fjodor Raskolnikow verließen die beiden Fraktionen den Sitzungssaal. Lenin verließ das Gebäude mit der Anweisung: „Es ist nicht nötig die konstituierende Versammlung zu zerstreuen: lasst sie einfach solange schwatzen wie sie wollen und es beenden und morgen lassen wir keinen einzigen mehr rein.“ Um vier Uhr morgens sagte der Chef der Wachmannschaft A.G. Schelesniakow zu Tschernow: „Die Wachen sind müde. Ich schlage vor, dass Sie die Sitzung beenden und alle nach Hause gehen lassen.“
Tschernow verlas noch einmal die Hauptpunkte der von den Sozialrevolutionären eingebrachten radikalen Landreform, ein Gesetz zur Umwandlung Russlands in eine demokratische föderale Republik (Ratifizierung einer Entscheidung der provisorischen Regierung vom November 1917) und einen Aufruf an die Entente für einen demokratischen Frieden. Die Versammlung beschloss die Vorlagen, Tschernow beendete die Versammlung um 4:40 Uhr morgens und setzte die nächste Sitzung für 17 Uhr an. Am Abend fanden die Abgeordneten das Gebäude dann verschlossen. Die Regierung der Bolschewiki erklärte die verfassunggebende Versammlung für aufgelöst und das Gesamtrussische Zentralexekutivkomitee (GZEK, VTsIK) erließ darüber am selben Tag, dem 6./19. Januar, ein Dekret.

## Von Petrograd nach Samara (Januar bis Juni 1918)
Vom Taurischen Palais ausgesperrt, hielten die Abgeordneten der Konstituante mehrere geheime Versammlungen in der Gurewitsch-Oberschule ab, mussten aber feststellen, dass die Umstände zunehmend gefährlich wurden. Einige versuchten, in das von der Zentralen Rada kontrollierte Kiew auszuweichen, welche aber selbst am 15. Januar 1918 genötigt war, die Stadt zu verlassen. Letztlich löste dies die Konstituante als zusammenhängende Körperschaft auf.
Das Zentralkomitee der Sozialrevolutionäre traf sich im Januar und entschied gegen einen bewaffneten Widerstand:

„Bolschewismus basiert, anders als die zaristische Selbstherrschaft, auf den Arbeitern und Soldaten, die noch immer blind sind, ihr Vertrauen noch nicht verloren haben und nicht sehen wie fatal diese Sache für die Arbeiterklasse ist.“

Stattdessen entschieden die Sozialisten (Sozialrevolutionäre und ihre menschewistischen Verbündeten), im Sowjet-System mitzuarbeiten, und kehrten in die GZEK, den Petrograder Sowjet und andere sowjetische Körperschaften zurück, die sie während der Oktoberrevolution 1917 verlassen hatten. Verbunden damit war die Hoffnung, dass die Bolschewiki angesichts der sozialen und ökonomischen Probleme die nächsten Wahlen verlieren würden, was ihnen die Mehrheit in den Sowjets und vielleicht der sowjetischen Regierung brächte um die Konstituante wieder einzusetzen.
Durch Wahlgewinne im Winter und besonders im Frühling 1918 gelang es ihnen in verschiedenen Sowjets, pro-SR und antibolschewistische Mehrheiten zu erringen, allerdings weigerte sich die Sowjetregierung die Wahlergebnisse zu akzeptieren und löste die entsprechenden Gebietssowjets einfach auf. Einer der bolschewistischen Führer in Tula, N. W. Kopulow, schrieb an das Zentralkomitee der Bolschewiken Anfang 1918:

„Nach der Machtübergabe an die Sowjets erfolgte ein rapider Wechsel der Einstellung unter den Arbeitern. Die bolschewistischen Abgeordneten wurden nacheinander abgewählt und bald ergab die Gesamtsituation ein eher unerfreuliches Erscheinungsbild. Abgesehen von dem Umstand, dass die Sozialrevolutionäre gespalten und deren Linke mit uns war, wurde unsere Lage mit jedem Tag unsicherer. Wir waren gezwungen Neuwahlen abzuhalten und diese dort nicht anzuerkennen, wo sie nicht nach unserem Wunsch abliefen.“

Als Antwort begannen die Sozialrevolutionäre und Menschewiken parallel zu den bolschewistischen Sowjets Versammlungen von Arbeiterdeputierten abzuhalten. Die Idee war unter den Arbeitern populär, hatte aber wenig Wirkung auf die bolschewistische Regierung.
Mit der Unterzeichnung des Friedensvertrages von Brest-Litowsk am 3. März 1918 sah die sozialrevolutionäre Parteiführung die Bolschewiki zunehmend als Ableger Deutschlands. Sie war nun gewillt eine Allianz mit der liberalen Kadettenpartei einzugehen, was sie auf ihrem 4. Parteikongress im Dezember 1917 noch abgelehnt hatte. Sozialisten und Liberale führten im März 1918 in Moskau Gespräche zur Bildung einer anti-bolschewistischen Front, allerdings zerbrachen die Verhandlungen an der Frage der Konstituante, die die SR, so wie sie im Dezember 1917 gewählt worden war, einzusetzen gedachte, während die Liberalen, die demnach nur 17 Abgeordnete stellen würden, Neuwahlen wünschten.

## Das Samara-Komitee (Juni bis September 1918)
Am 7. Mai 1918 (ab hier nach gregorianischem Kalender) entschied sich das Acht-Parteien-Konzil in Moskau zwecks Wiedereinsetzung der Konstituante für den Aufstand der Sozialrevolutionäre gegen die Bolschewiki. Noch während der Vorbereitungen überwältigten zwischen Mai bis Anfang Juni die Tschechoslowakischen Legionen die Bolschewiki in Sibirien, dem Ural und der Wolga-Region und das Zentrum der SR-Aktivitäten verlagerte sich nach dort. Am 8. Juni 1918 formten fünf Abgeordnete der Konstituante ein Allrussisches Komitee der Konstituante (Komutsch) in Samara und erklärten diese zur obersten Autorität im Land. Das Komitee hatte die Unterstützung der Legionen und konnte sein Einflussgebiet auf die Wolga-Kama-Region ausdehnen, allerdings wurden Sibirien und der Ural von ethnischen Gruppen, Kosaken und liberal-rechten lokalen Regierungen kontrolliert, die in ständiger Auseinandersetzung mit dem Komitee lagen. Das Komitee arbeitete bis zum September 1918 und wuchs möglicherweise auf 90 Abgeordnete der Konstituante, als die sogenannte „Staatskonferenz“, die alle anti-bolschewistischen Provinzregierungen von der Wolga bis zum Pazifik zusammenfasste, eine Koalition der Allrussischen obersten Staatsgewalt (auch Ufa-Direktorium) formierte. Das Hauptziel bestand in der Wiedereinsetzung der konstituierenden Versammlung und der Anerkennung ihrer Entscheidungen sobald es die Umstände erlauben würden.
Die Vereinbarung wurde getragen vom sozialrevolutionären Zentralkomitee, welches zwei seiner rechten Mitglieder, Nikolai Awksentjew und Wladimir Sensinow, in das fünfköpfige Direktorium delegierten. Die Kadetten stellten die Mitglieder Winogradow und Wolgogodskij. Als allerdings Wiktor Tschernow am 19. September 1918 in Samara eintraf, überzeugte er das ZK von der konservativen Ausrichtung des Direktoriums sowie der unzureichenden SR-Präsenz, so dass die Unterstützung der SR zurückgezogen wurde. Die Entscheidung ließ das Direktorium in einem politischen Vakuum zurück und es wurde am 18. November 1918 überstimmt, als rechte Offiziere Koltschak zu ihrem „obersten Führer“ erklärten.

## Zerfall
Nach dem Fall des Ufa-Direktoriums formulierte Tschernow einen „dritten Weg“ sowohl gegen die Bolschewiki als auch die Weißen, allerdings war die Formierung einer unabhängigen Armee erfolglos und die Partei, ohnehin zersplittert, begann zu zerfallen. Auf dem rechten Flügel verließen Awksentiew und Zenzinow mit Erlaubnis Koltschaks das Land, während die Linke mit den Bolschewiki zusammen ging. Tschernow versuchte einen Aufstand gegen Koltschak, der aber niedergeschlagen und dessen Teilnehmer exekutiert wurden. Im Februar 1919 entschied das SR ZK, dass die Bolschewiki das kleinere Übel seien und gaben den Kampf gegen sie auf. Die Bolschewiki erlaubten den Sozialrevolutionären ihr ZK in Moskau zu re-etablieren, welches ab März 1919 auch eine Parteizeitung verlegte. Sie wurden jedoch bald inhaftiert und verbrachten den Rest des Russischen Bürgerkrieges im Gefängnis. Tschernow selbst ging in die Illegalität und verließ Russland während die inhaftierten ZK-Mitglieder 1922 zum Tode verurteilt wurden. Die Urteile wurden später wieder aufgehoben.
Mit dem Verschwinden der größten Partei der verfassunggebenden Versammlung blieb die Entente die einzige Kraft, die deren Wiedereinsetzung unterstützte. Am 26. Mai 1919 bot sie Koltschak ihre Unterstützung unter der Kondition freier Wahlen auf allen Ebenen und der Wiedereröffnung der Konstituante an. Letzteres lehnte dieser mit der Begründung ab, dass die Wahlen unter der bolschewistischen Regierung stattgefunden hatten und nicht wirklich frei waren. Am 12. Juni 1919 akzeptierten die Alliierten diese Entscheidung.
Sowohl Koltschak als auch Denikin in Südrussland verweigerten jede Festlegung auf ein politisches und soziales System nach einem Sieg über die Bolschewiki, erklärten aber, nicht zur alten Regierungsform zurückzukehren und eine Form öffentlicher Repräsentanz finden zu wollen. Ein russischer Journalist dieser Zeit bemerkte:

„[I]n Omsk selbst […] könne man eine politische Gruppierung finden, die darauf vorbereitet ist den Alliierten alles zu versprechen was diese wünschten, dabei aber sagen ‚wenn wir Moskau erreichen, können wir in anderem Ton mit denen sprechen.“

Nach dem Sieg der Bolschewiki im Bürgerkrieg Ende 1920 trafen sich 1921 in Paris 38 Mitglieder der Konstituante und formierten ein, allerdings wirkungsloses, Exekutivkomitee. Daran beteiligt waren die Konstitutionellen Demokraten unter Pawel Miljukow, einer der Führer der Progressisten Alexander Iwanowitsch Konowalow, das Ufa-Direktoriumsmitglied Awksentiew und der frühere Premierminister Kerenski.

## Historische Forschung
Die Bolschewiki hatten durch ein differenziertes Wahlsystem die Mehrheit in den Sowjets. Nach der sowjetischen Verfassung von 1918 hatte ein Stadtsowjet (gewöhnlich pro-bolschewistisch) einen Delegierten je 25.000 Stimmen, während ein ländlicher Sowjet (zumeist pro-sozialrevolutionär) 1 Delegierten je 125.000 Stimmen entsenden konnte.
Die Bolschewiki lösten die Konstituante mit dem Hinweis auf die Spaltung der Sozialrevolutionäre auf. Einige Wochen später erhielten linke und rechte Sozialrevolutionäre etwa gleiche Stimmzahlen in den Arbeitersowjets.
Die Bolschewiki argumentierten weiter, dass die Sowjets demokratischer wären, da die Delegierten von ihren Wählern sofort entlassen werden könnten, während der parlamentarische Stil der Konstituante die Entlassung der gewählten Vertreter erst nach einer Reihe von Jahren bei den nächsten Wahlen ermögliche. Das Buch merkt an, dass die Wahlen zu den Bauern- und Stadtsowjets frei waren und dass diese Sowjets dann den allrussischen Kongress wählten, welcher seinerseits die sowjetische Regierung wählte: Der zweite Kongress fand vor der Zusammenkunft der Konstituante, der dritte kurz danach statt.
Zwei neuere Bücher, die sich auf sowjetische Archive beziehen (Die Russische Revolution von Richard Pipes und Tragödie eines Volkes. Die Epoche der russischen Revolution 1891–1924 von Orlando Figes), geben eine andere Sicht wieder. Pipes argumentiert, dass der 2. Kongress nicht fair war, da etwa ein Sowjet mit 1.500 Mitgliedern 5 Delegierte sandte, was mehr als die Deputierten der Stadt Kiew entsprach. Sowohl Menschewiki als auch SR hätten diese Wahl als illegal und nicht repräsentativ bezeichnet.
Das Buch merkt an, dass die Bolschewiki zwei Tage nach Auflösung der Konstituante eine Gegenversammlung, durchführten, den 3. Kongress der Arbeiter- und Soldatenräte. Dabei gaben sie sich selbst und den linken Sozialrevolutionären 94 % der Sitze, also wesentlich mehr als sie im Ergebnis der einzigen nationalen demokratischen Parlamentswahl in Russland zu dieser Zeit erlangt hatten.